# Leucopis hadzibeiliae
Leucopis hadzibeiliae är en tvåvingeart som beskrevs av Tanasijtshuk 1986. Leucopis hadzibeiliae ingår i släktet Leucopis och familjen markflugor. Inga underarter finns listade i Catalogue of Life.